# 运-12
运-12运输机也称Y-12飞机，它是哈尔滨飞机制造公司在研制运-11的基础上进行深入改进后研制的小型雙涡桨多用途飛機。运-12可广泛用于客运、货运、森林防护、空中测量、海上巡逻、地质勘探、救护和跳伞等。

## 歷史
运-12于1980年代开始研制，于1985年取得中国民航总局颁发的中国第一个民用飞机型号合格证，1986年又获得第一个民用飞机生产许可证。后又获得英国CAA（1990年）和美國聯邦航空總署（1995年）合格证。
由于該機型用途廣泛且相對價格便宜，因此該飛機系列出口了20余个国家，出口数量达102架（截至2000年），同時也在解放軍中有廣泛用途。此外，閻良試飛院轄下中飛通航亦持有同款飛機，用於遙感測繪服務。
2017年初，一对中國夫婦駕駛运-12 2型的飞机飛過了100餘國并于2017年8月用运-12飞机跨大西洋飛行成功。
2023年7月13日，歐盟航空安全局(EASA)頒發型號合格證(EASA.IM.A.679-Y12F)，這是中國國產飛機首次取得歐洲的型號合格證。也在2015年12月10日獲得中國民用航空局(CAAC)的型號合格證，2016年2月22日獲得美國聯邦航空局(FAA)的型號認可。

## B-3804 (运-12II型)环球飞行及跨越南大西洋
2017年初，临近中国新春佳节之际，一对中国夫妇張昕宇和梁紅从中国黑龙江省哈尔滨使用一架拥有32年机龄经过改装的运-12 II型飞机，首次驾驶运-12II型飞机进行以愛國宣傳為主題，經行百國家和地區的環球飛行。
同年4月，該對夫妻从巴西的福塔雷萨飛至佛得角运-12 II型飞机跨越大西洋，是該系列飛機首次跨越大西洋飛行。同年8月24日抵達中國。由於具有宣傳價值，被中國航空博物館收藏。

## 型號
- 運-12(I)型：原型機，雙引擎短場起降泛用運輸機，使用加拿大普惠公司PT6A-11渦槳引擎。
- 運-12(II)型：換裝功率更強PT6A-27引擎。（中国首次自主知识产权飞机，由张昕宇和梁红夫妇环游飞行专用飞机）
- 運-12(III)型：計畫型號，預定搭載大陸自製渦槳-9引擎(改自渦轴-8引擎)，由於渦槳-9引擎開發完成時，運-12(IV)已運用良好，因此以運-12(IV)為基礎繼續研發演進為運-12(C)型。
- 運-12(IV)型：運-12(II)改進型，修改翼展及增加起飛載重，可搭載19名乘客，在1995年首次通過美國FAA適航認證。
- 運-12(C)型：運-12(IV)改進型，換裝渦槳-9引擎，主要由解放軍空軍使用於空中測量。
- 運-12(D)型：運-12(C)的軍用型號，改用四葉螺旋槳，用於解放軍空降兵跳傘訓練用。
- 運-12(E)型：運-12(IV)改進型，換裝PT6A-135A引擎，並配用四葉螺旋槳，搭載18名乘客，2006年通過FAA認證。
- 運-12(F)型
- 運-12(G)型：運-12(F)貨機型。
- Turbo Panda：運-12(II)出口型號，計畫由英國及日本經銷商負責銷售，由於適航認證問題未有實際訂單。
- Twin Panda：原始出口型號，計畫由運-12(II)修改換裝PT6A-34引擎，並且配備升級的起落架、航空電子設備和內飾。據報導2000年收到了35架訂單，但未投產。

### 運-12F型

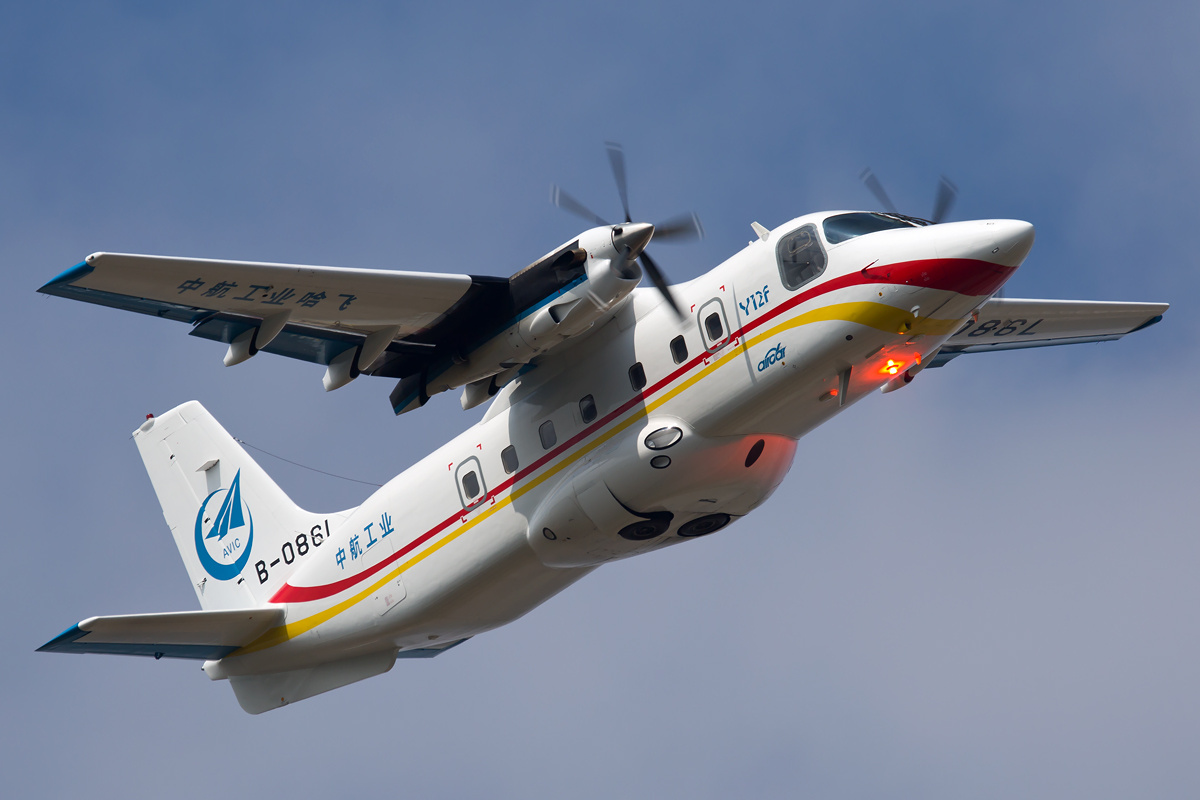
運-12F

最新的运-12F型2010年12月首飞。运-12F最大起飞重量从原机型的7.7吨提高到8.4吨，商载从2.7吨提高到3吨，最大速度从450公里/小时提高到了482公里/小时，远程巡航速度达到375公里/小时，载19名乘客或1700-1900公斤货物飞行1540公里。机体结构设计寿命5万飞行小时，或者6万起落大修间隔6000飞行小时。勤务可用率保证99%。使用两台普惠加拿大PT6A-65B涡轮螺旋桨发动机为动力。飛航介面系統採用漢威聯合的Apex系统。螺旋桨為美国Hartzell產品。起飞滑跑距离575米，着陆距离还保持在630米。起落架可以收放。非增压机舱。运-12F参照中国民航CCAR23-R3和美国联邦航空FAR23的适航标准设计制造，于2015年12月10日年取得中国民用航空局型号合格证；2016年2月22日获得美國聯邦航空總署型号合格证；2023年7月13日获得欧盟航空安全局型号合格证。客運型可搭載19名乘客，貨運型可裝載3個標準LD3集裝箱，軍用型可改裝運載26個座位。

## 意外
1. 1993年12月13日，老挝航空公司一架注册号为RDPL-34117的运-12-II型飞机在老挝丰沙湾因大雾撞树坠毁，机上18人全部遇难。[10]
2. 1995年4月4日，秘鲁国营航空公司一架注册号为333/OB-1498的运-12-II飞机在秘鲁伊基托斯机场起飞后不久坠毁，机上3人全部遇难。
3. 1996年6月21日，中国飞龙航空公司一架注册号为B-3822的运-12-II飞机，在机组人员过早开始最后进场并偏离预定航线后，坠毁在长海机场附近一座100米（330英尺）高的山峰上，机上12人中2人遇难。[11]
4. 1997年1月20日，斯里兰卡空军一架CR851 运-12-II型飞机在帕拉利空军基地附近执行侦察任务时坠毁，机上4人全部遇难。[12]
5. 1997年6月10日，一架注册号为JU-1020的蒙古民用航空公司运-12-II飞机在曼达勒戈壁机场因风切变坠毁，机上12人中7人遇难。[13]
6. 1998年5月26日，一架注册号为JU-1017的蒙古民用航空公司运-12-II飞机在飞往Tosontsengel的途中，由于严重结冰、机翼除冰系统故障和超载，坠毁在蒙古Galt附近一座3300米高的山上，机上28人全部遇难。
7. 2000年10月19日，老挝航空公司703航班在飞往Sam Neua的途中，因天气恶劣在山区坠毁，15名乘客中有8人遇难，两名飞行员生还。[14]
8. 2005年5月18日，一架赞比亚空军的运-12-II AF-216飞机在从Mongu机场起飞后不久坠毁，机上13人全部遇难。[15]
9. 2006年4月10日，肯尼亚空军一架运-12-II型飞机132号撞上马萨比特火山，机上17人中14人遇难。[16]
10. 2008年6月15日，中国飞龙航空公司一架注册号为B-3841的运-12-II飞机在为一个新铝矿进行勘测飞行时撞击了一座小山，机上4人中3人死亡。[17]
11. 2012年7月12日，毛里塔尼亚空军的一架运-12-II在运输黄金时坠毁，机上7人全部遇难。[18]
12. 2014年5月12日，肯尼亚空军一架运-12-II飞机在肯尼亚El Wak坠毁。这架飞机从曼德拉飞往内罗毕，途中经停El Wak和加里萨。初步消息显示，一名飞行员遇难，其余11名乘客受伤。[19]
13. 2018年8月26日，哥伦比亚空军的一架运-12e飞机在飞行中遇到严重湍流而受损。飞行员紧急降落在弗洛伦西亚。这架飞机没有得到修理，在原地报废。[20]
14. 2020年1月3日，斯里兰卡空军的一架运-12-II在进行空中观测时坠毁在斯里兰卡的Haputale，4名飞行员全部遇难。[21]
15. 2020年8月4日，肯尼亚空军一架为非洲联盟驻索马里特派团提供补给的运-12-II从索马里的Dhobley简易机场起飞后坠毁。10名乘客全部生还。飞机严重受损。[22]

## 照片集

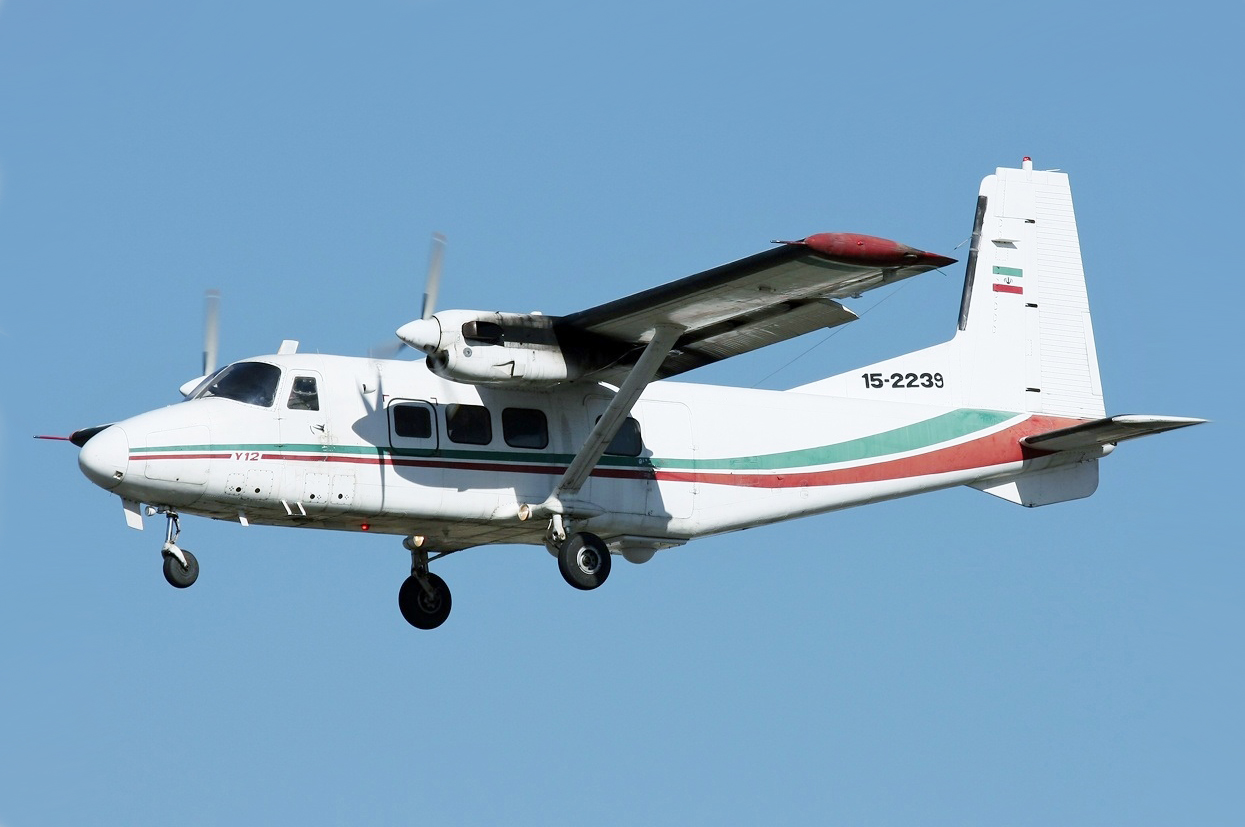
伊斯蘭革命衛隊的Y-12II
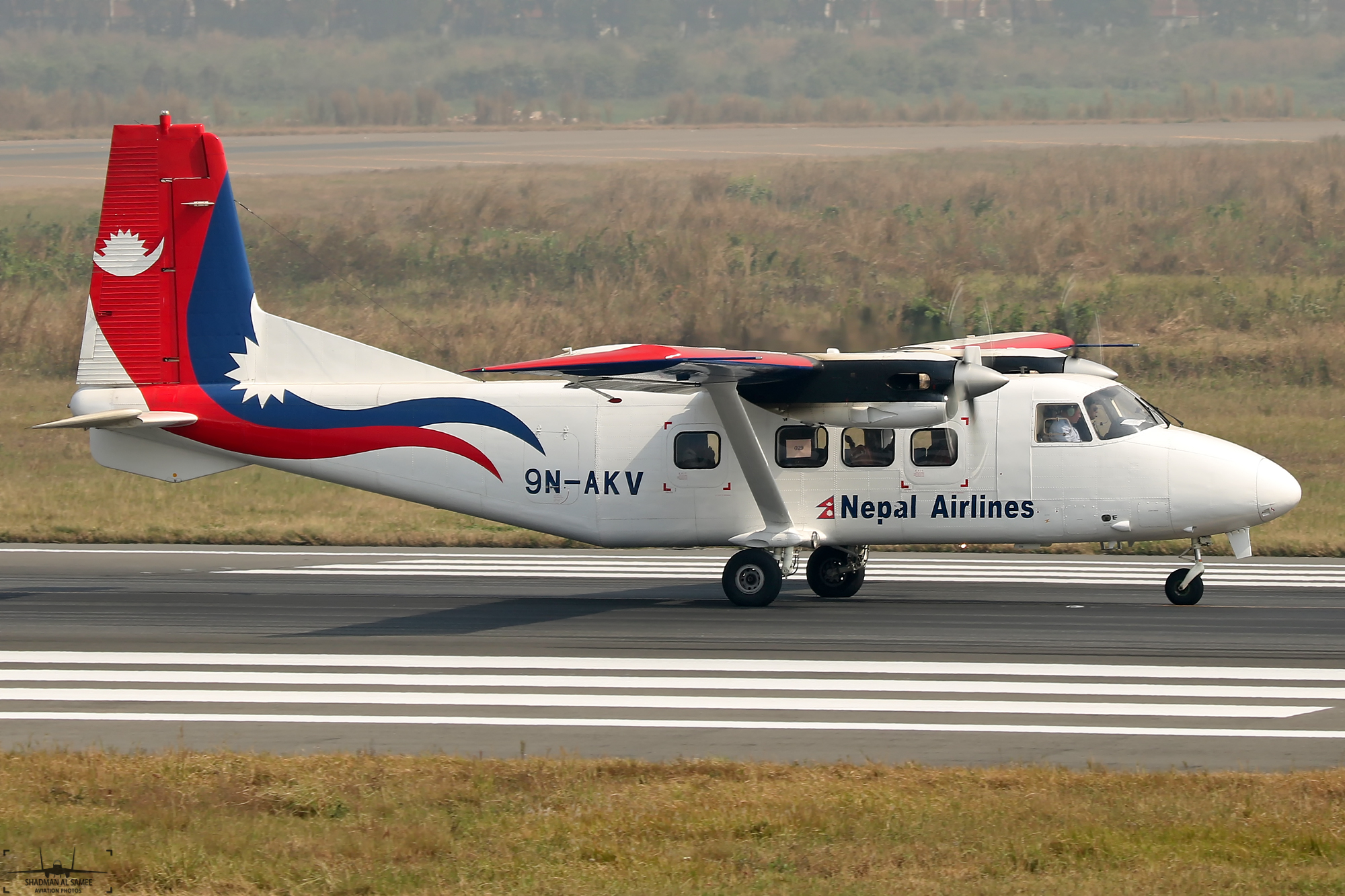
尼泊爾航空的Y-12E
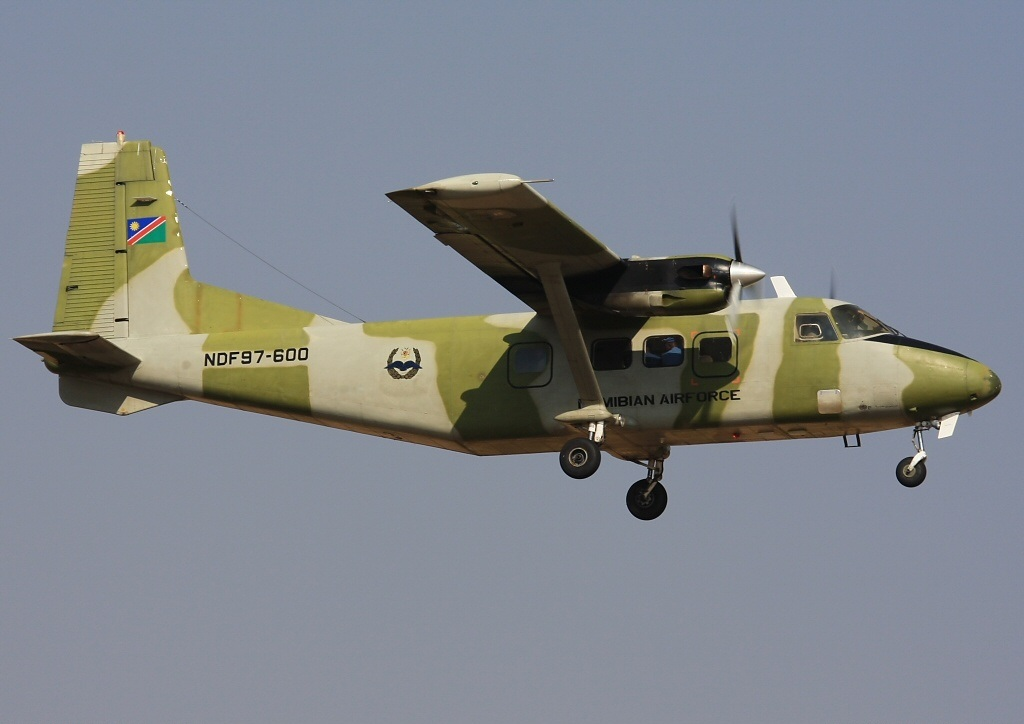
納米比亞空軍的Y-12II
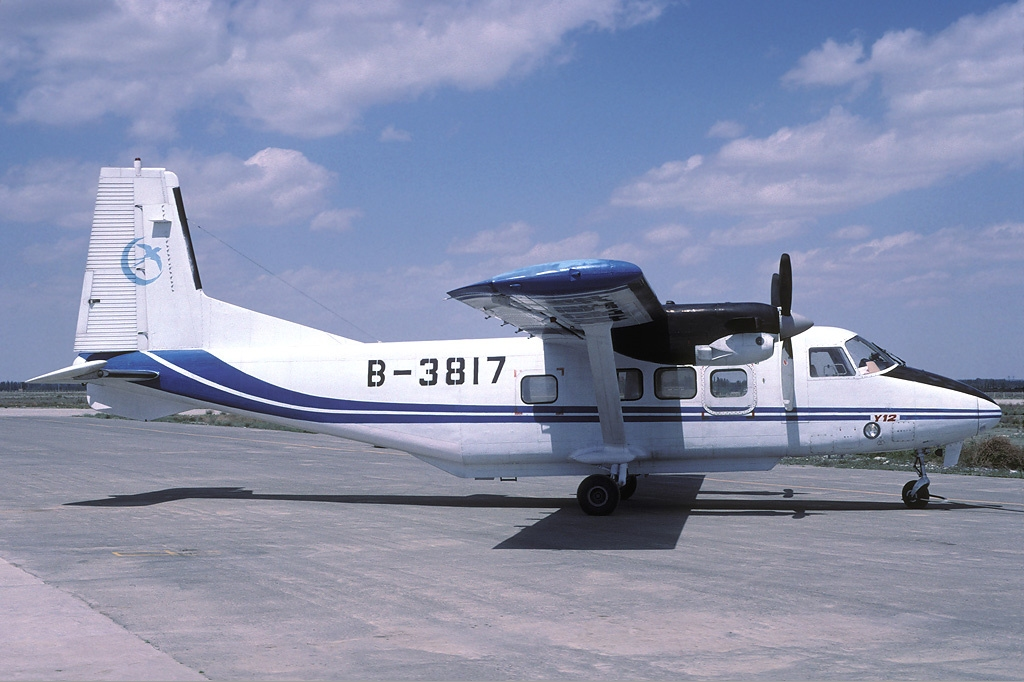
新疆通用航空的Y-12II
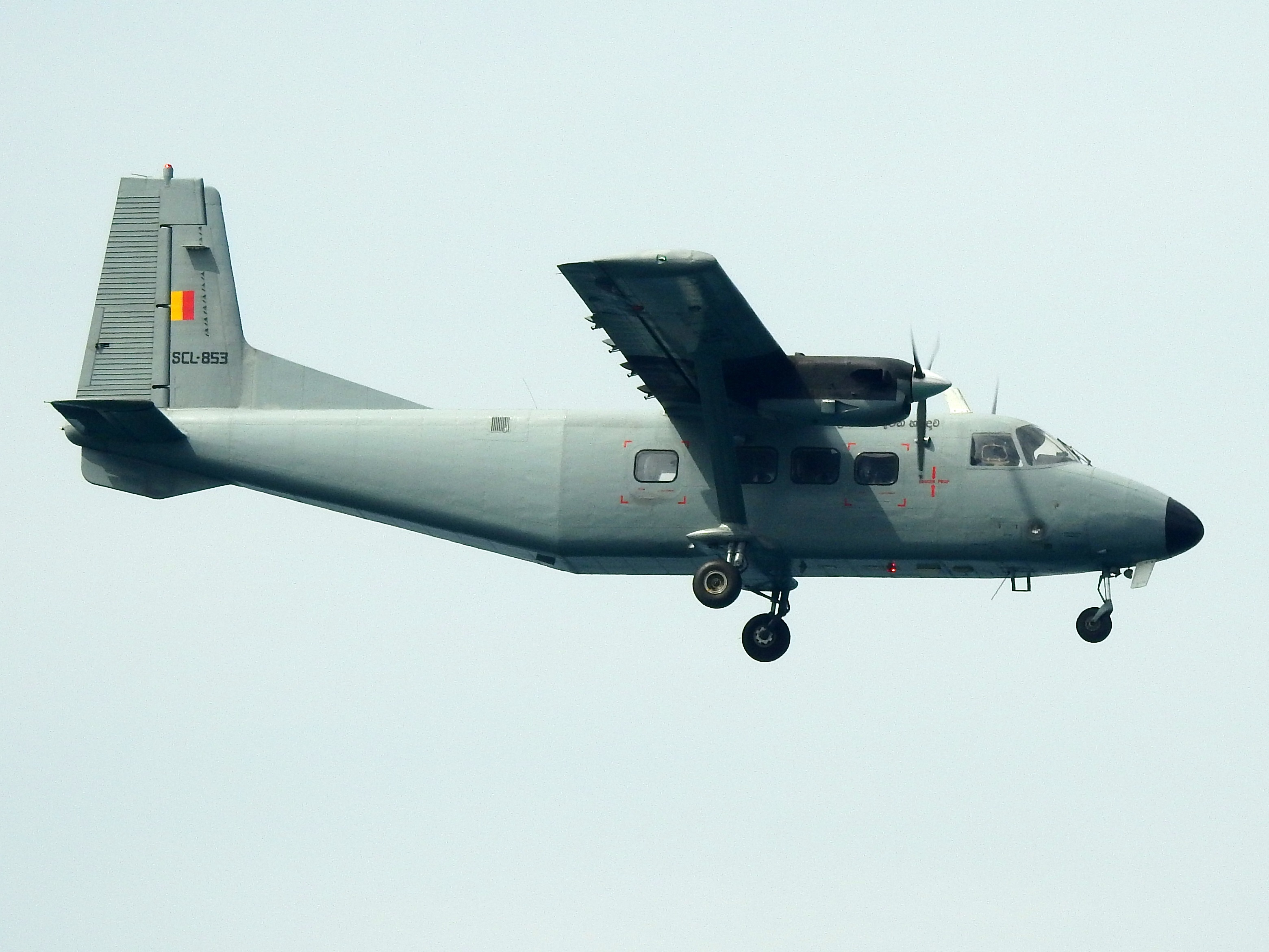
斯里蘭卡空軍的Y-12
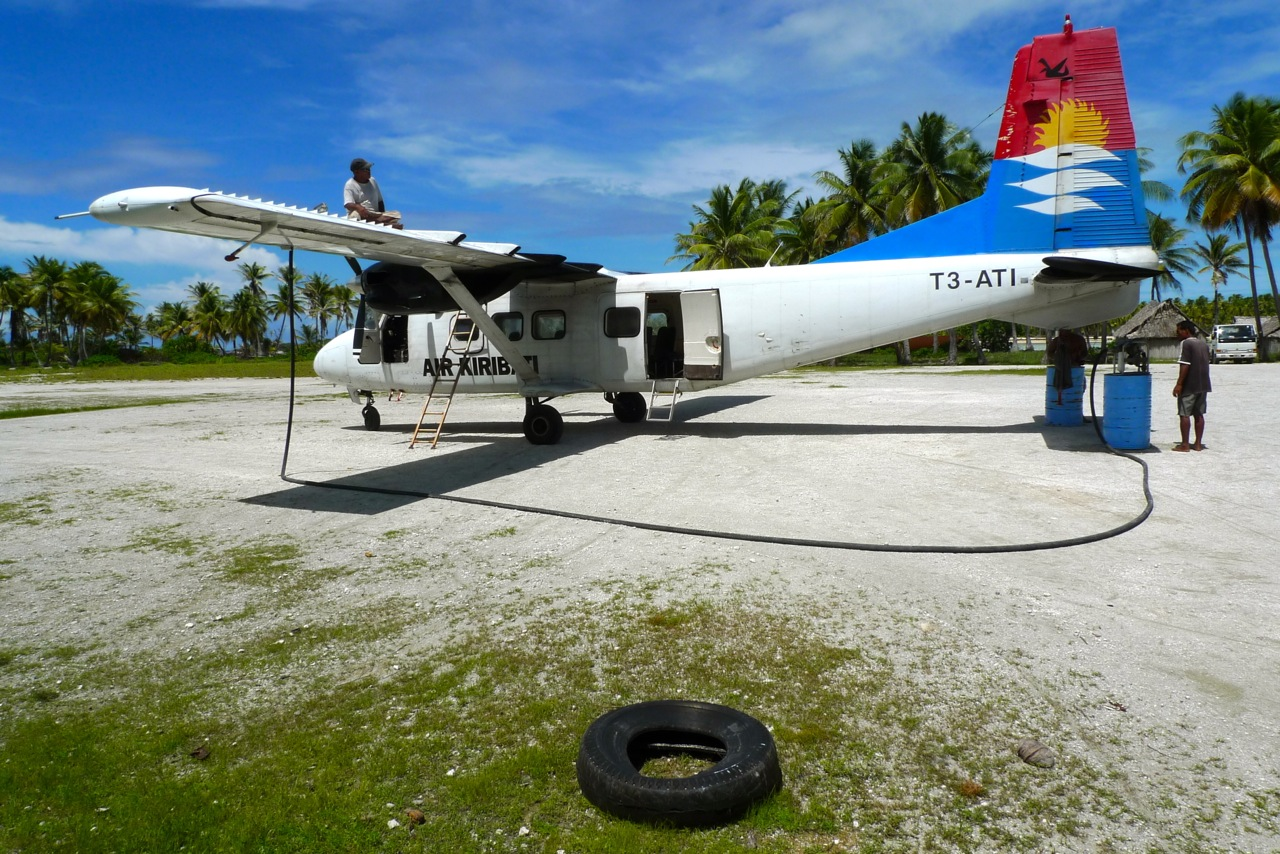
基里巴斯航空的Y-12

## 运12基本型数据
- 空重 2840千克
- 起飞重量 5300千克
- 最大载油量 1230千克
- 最大商务载重 1700千克
- 最大平飞速度 328千米/时
- 巡航速度 292千米/时
- 实用升限 7000米
- 起飞滑跑距离 425米
- 着陆滑跑距离 480米～620米
- 航程 1340千米

## 参見
- 运-11

类似型号
- 多尼尔228
- PZL M-28
- 维京航空DHC-6
- Let L-410
- EMB-110
- 比奇1900
- CASA 212（英语：CASA 212）
- 塞斯納408（英语：Cessna 408）